# Protea acuminata
Protea acuminata (лат.) — кустарник или небольшое дерево, вид рода Протея (Protea) семейства Протейные (Proteaceae), эндемик Южной Африки.

## Ботаническое описание
Protea acuminata — кустарник или небольшое прямостоячее дерево, достигающее 2 м в высоту. Цветёт с июня по сентябрь, с пиком в июле-августе. Семена разносятся ветром. Периодические лесные пожары могут уничтожить взрослые растения, но семена спосбны выживать. Это однодомное растение, в каждом растении представлены и мужские, и женские цветки.

## Распространение и местообитание
Вид эндемичен для Южной Африки. Изолированные популяции Protea acuminata обнаружены в Ньивудвилле, а также в горах Седерберг, Стеттинсклоф и Ривьерсонденд. Растёт на песчаных равнинах и прибрежных низинах от уровня моря до высоты 400 м.

## Охранный статус
Это широко распространённый вид. Вид классифицировался как «вызывающий наименьшие опасения» в 2019 году Южноафриканским национальным институтом биоразнообразия (SANBI).